# 白朗寧疊加霰彈槍
白朗寧疊加霰彈槍（英語：Browning Superposed）是第一款槍管上下相疊的雙管霰彈槍，也是約翰·白朗寧所設計的最後一把槍械。白朗寧逝世後，他的槍械設計工作是由他的兒子瓦爾·艾倫·布朗寧完成。
白朗寧疊加霰彈槍初造於1931年至1940年間。二戰以後自1948年至1960年繼續製造，其間也做出了許多重大修改。